# Mk.74 ミサイル射撃指揮装置
Mk.74 ミサイル射撃指揮装置（英語: Mark 74 Guided Missile Fire Control System, 略称Mk.74 GMFCS）は、アメリカ海軍のミサイル射撃指揮装置である。
Mk.74 GMFCSはターター・システムの中核システムの一つであり、Mk.73方位盤とコンピュータ、Mk.5 LLLTVカメラ、AN/SPG-51射撃指揮レーダーによって構成され、RIM-24 ターター / RIM-66 スタンダードMR 艦隊防空ミサイルの標的追尾・射撃指揮に用いられる。

## 派生型
ターター・システムとMk.74 GMFCSは、1950年代から1990年代までの長年に渡って米海軍で運用され、多くの国に輸出されたことから、派生型も多岐にわたる。
mod.4, 5
ターター-D・システム（デジタル・ターター）向け。AN/SPG-51Dを採用している。
mod.6
チャールズ・F・アダムズ級向けのデジタル化アップグレード仕様。AN/SPG-51CとMk.152コンピュータを搭載。スペイン海軍のバレアレス級フリゲートにも装備された。
mod.8
基本的にはmod.6と同一であるが、新型のWDS Mk.13やJPTDS（Junior Participating Tactical Data System）との連接に対応した型。これに伴い、コンピュータもMk.152 mod.1に換装された。
アダムズ級のうちの4隻（DDG-9 タワーズ、DDG-12 ロビソン、DDG-15 バークレー、DDG-21 コクレーン）が換装されたほか、オーストラリア海軍のパース級駆逐艦にも搭載された。
mod.11
ターター-D・システムへの対応型。AN/SPG-51DレーダーとMk.152コンピュータを搭載。
ターター-D・システム改修を受けたアダムズ級駆逐艦と、イタリア海軍のデ・ラ・ペンネ級駆逐艦に搭載された。
mod.13
mod.8の派生型で、WDS Mk.13との連接を前提に設計された。レーダーはAN/SPG-51Cのままであるが、LLLTV Mk.5カメラを新たに装備した。
アメリカ海軍のアダムズ級のうちの3隻（DDG-19 タットノール、DDG-20 ゴールズボロー、DDG-22 ベンジャミン・ストッダート）が換装されたほか、イタリア海軍のアウダーチェ級駆逐艦、海上自衛隊のたちかぜ型護衛艦とはたかぜ型護衛艦、ドイツ海軍のリュッチェンス級駆逐艦に搭載された。
mod.15
NTU改修（New Threat Upgrade）艦用の搭載型。レーダーはAN/SPG-51Dを装備しているほか、CWAT（Continuous Wave Acquisition and Tracking）機能が追加された。
　カリフォルニア級原子力ミサイル巡洋艦、バージニア級原子力ミサイル巡洋艦、キッド級ミサイル駆逐艦に装備された。

### AN/SPG-51
原型となったMk.51レーダーは、陸軍が1943年から運用していたSCR-584を元にして、艦載化に対応して改設計したSバンドの追尾レーダーであった。1948年10月より、Mk.51はポイント・マグーのミサイル試射場に設置された。そして1952年より、これを元にした新規レーダーとして開発開始されたのがAN/SPG-51であった。
AN/SPG-51は、単一の高利得アンテナを利用して、Cバンドで目標を捕捉・追尾し、Xバンドの連続波を照射してミサイルを誘導するレーダーであり、下記のようなバリエーションが順次に開発された。
AN/SPG-51A
初期型。
AN/SPG-51B
大幅に再設計された改良型。速度追跡用の狭帯域ドップラー・フィルターを搭載。
AN/SPG-51C
全自動標的追跡機能を追加したほか、対電子妨害（ECCM）能力を大幅に向上させた型。
AN/SPG-51D
追尾モード時の尖塔出力を大幅に増強し、周波数高頻度変更（frequency agile：1秒あたり4回変更）式送信機を搭載、アンテナ利得も増強した型。

## 搭載艦
Mk.74 GMFCSは原則として1隻に2基を背負い式で搭載するが、オールバニ級ミサイル巡洋艦とカリフォルニア級原子力ミサイル巡洋艦は4基搭載する。
逆に、フォレスト・シャーマン級駆逐艦やブルック級ミサイルフリゲート、バレアレス級フリゲートは1基のみ搭載する。
 アメリカ海軍
- オールバニ級ミサイル巡洋艦
- カリフォルニア級原子力ミサイル巡洋艦
- バージニア級原子力ミサイル巡洋艦
- ミッチャー級駆逐艦（DDG改修適用艦のみ後日装備）
- フォレスト・シャーマン級駆逐艦（DDG改修適用艦のみ後日装備）
- チャールズ・F・アダムズ級ミサイル駆逐艦
- キッド級ミサイル駆逐艦
- ブルック級ミサイルフリゲート

 イタリア海軍
- インパヴィド級駆逐艦
- アウダーチェ級駆逐艦
- デ・ラ・ペンネ級駆逐艦

 オーストラリア海軍
- パース級駆逐艦

 オランダ海軍
- トロンプ級フリゲート

 スペイン海軍
- バレアレス級フリゲート

 ドイツ海軍
- リュッチェンス級駆逐艦

 海上自衛隊
- 護衛艦「あまつかぜ」
- たちかぜ型護衛艦
- はたかぜ型護衛艦

 フランス海軍
- シュルクーフ級駆逐艦（防空改装艦のみ後日装備）
- カサール級駆逐艦